# キャスタッフ
キャスタッフ (CASTAFF) は、円谷プロダクション専属のスーツアクターチーム。
なお、円谷プロのライブエンタテインメントグループエリアリーダーでもある株式会社シーズ・ライブがスーツアクターとイベントスタッフを兼ねた名称として用いている「キャスタッフ」とは、無関係である。

## 所属
- 新井宏幸
- 石川真之介[2]
- 稲庭渉
- 岩田栄慶
- 岡部暁[2]
- 桑原義樹
- 寺井大介
- 安達仁美
- 湯原愛子
- 横尾和則
- 力丸佳大
- 常光博武
- 大久保洸成
- 郡大輝
- 楠村隆太
- 永地悠斗
- 三島健太郎
- 宮永裕都
- 小野鉄兵
- 福島弘之
- 山川蓮矢
- 中村和貴
- 天海祐子
- 内海尊

## 所属していた人物
- 岡野弘之
- 飯島肇
- 高橋和司
- 加賀美 秀

## キャスティング作品
- ウルトラシリーズ
  - ウルトラマンティガ・ウルトラマンダイナ&ウルトラマンガイア 超時空の大決戦
  - ウルトラマンティガ外伝 古代に蘇る巨人
  - ウルトラマンネオス
  - ウルトラマンコスモス
  - ウルトラマンネクサス
  - ウルトラマンマックス
  - ウルトラマンメビウス&ウルトラ兄弟
  - 大決戦!超ウルトラ8兄弟
  - ウルトラギャラクシー大怪獣バトル NEVER ENDING ODYSSEY
  - 大怪獣バトル ウルトラ銀河伝説 THE MOVIE
  - ウルトラマンゼロ THE MOVIE 超決戦!ベリアル銀河帝国
  - ウルトラマンゼロ外伝 キラー ザ ビートスター
  - ウルトラマンサーガ
  - ウルトラギャラクシーファイト
- 仮面ライダー×スーパー戦隊 スーパーヒーロー大戦
- ニコニコ日記